# Marco Tenorio
Marcos David Tenorio Segura (Esmeraldas, Ecuador, 6 de abril de 1979) es un futbolista ecuatoriano que juega de mediocampista en el Ciudad de Pedernales de la Segunda Categoría de Ecuador.

## Clubes
| Club                   | País    | Año       |
| ---------------------- | ------- | --------- |
| U.T.C                  | Ecuador | 1998-1999 |
| Ramón Barba Naranjo    | Ecuador | 2000      |
| Huracán                | Ecuador | 2001      |
| Deportivo Guapulo      | Ecuador | 2002      |
| Esmeraldas Petrolero   | Ecuador | 2003      |
| Olmedo                 | Ecuador | 2004-2006 |
| Técnico Universitario  | Ecuador | 2006      |
| Municipal de Cañar     | Ecuador | 2007      |
| Macará                 | Ecuador | 2007      |
| Deportivo Azogues      | Ecuador | 2008      |
| Municipal de Cañar     | Ecuador | 2008      |
| Liga de Loja           | Ecuador | 2009-2011 |
| Macará                 | Ecuador | 2012      |
| Deportivo Coca         | Ecuador | 2013      |
| Delfín SC              | Ecuador | 2014      |
| Deportivo Quevedo      | Ecuador | 2014      |
| Atacames Sporting Club | Ecuador | 2015      |
| Ciudad de Pedernales   | Ecuador | 2016      |

## Palmarés

### Campeonatos nacionales
| Título             | Club         | País    | Año  |
| ------------------ | ------------ | ------- | ---- |
| Serie B de Ecuador | Liga de Loja | Ecuador | 2010 |